# Stromka (dolní usedlost)
Dolní Stromka je zaniklá usedlost v Praze 10-Vinohradech, která stála v západní části areálu Vinohradské nemocnice. Pozemky Dolní a Horní Stromky se rozkládaly mezi ulicemi Vinohradská a Ruská a na východě byly ohraničeny Vinohradským hřbitovem.

## Historie
Vinice je doložena již v 15. století. V 1. polovině 18. století se na jejím místě uvádí pouze pole, kterého majitelem byl staroměstský měšťan Tomáš Kollberger. Usedlost vznikla v průběhu 18. století přibližně 250 metrů jihovýchodně od Horní Stromky a roku 1843 je zapsána jako poplužní dvůr.
Pozemky Dolní Stromky byly roku 1899 odprodány pro výstavbu nemocnice a její budovy byly zbořeny. Na dosud nezastavěném pozemku obou usedlostí vznikla v letech 1923–1929 kolonie rodinných domků a vil Spolku žurnalistů, spisovatelů, umělců a úředníků včetně rodinné vily bratří Čapků.